# Paratigriopus hoshidei
Paratigriopus hoshidei is een eenoogkreeftjessoort uit de familie van de Harpacticidae. De wetenschappelijke naam van de soort is voor het eerst geldig gepubliceerd in 1969 door ItôTat.